# Parigi-Bruxelles 1927
La Parigi-Bruxelles 1927, diciannovesima edizione della corsa, si svolse il 29 maggio 1927 su un percorso di 388 km, con partenza da Parigi e arrivo a Bruxelles. Fu vinta dal lussemburghese Nicolas Frantz della Alcyon-Dunlop davanti al francese Marcel Huot e al belga Maurice De Waele.

## Ordine d'arrivo (Top 10)
| Pos. | Corridore         | Squadra        | Tempo |
| ---- | ----------------- | -------------- | ----- |
| 1    | Nicolas Frantz    | Alcyon-Dunlop  |       |
| 2    | Marcel Huot       | Dilecta-Wolber |       |
| 3    | Maurice De Waele  | Labor          |       |
| 4    | Leon Parmentier   | Automoto       |       |
| 5    | Joseph Pé         | JB Louvet      |       |
| 6    | Adelin Benoit     | Alcyon-Dunlop  |       |
| 7    | Maurice Van Hyfte | Wonder         |       |
| 8    | Charles Meunier   | Peugeot        |       |
| 9    | Julien Delbecque  | Alcyon-Dunlop  |       |
| 10   | Joseph Siquet     | Wonder         |       |